# Sacramento Kings
Sacramento Kings er et amerikansk basketballhold fra Sacramento i Californien, der spiller i NBA-ligaen. Holdet blev stiftet i 1945 som Rochester Royals, og har siden spillet under forskellige navne i både Cincinnati og Kansas City, inden holdet i 1985 rykkede til Sacramento. Holdet har tre gange, i 1946, 1947 og 1951 vundet NBA-mesterskabet.

## Tidligere navne
- Rochester Royals (1945-1957)
- Cincinnati Royals (1957-1972)
- Kansas City-Omaha Kings (1972-1975)
- Kansas City Kings (1975-1985)

## Titler
- NBA:
  - 1946, 1947 og 1951

## Kendte spillere
- Vlade Divac
- Predrag Stojaković
- Mitch Richmond
- Ron Artest
- Oscar Robertson